# Wim Beeftink
Willem Gerrit "Wim" Beeftink (Amstelveen, 4 maart 1926 – Middelburg, 16 maart 2014) was een Nederlands vegetatiekundige. Hij werd vooral bekend vanwege zijn expertise in halofiele vegetatie, in het bijzonder die van Zeeland. Bovendien staat Beeftink ook min of meer bekend om zijn endemofilische relatie met Zeeland die in vrijwel al zijn werk doorschemert.

## Biografie
Beeftink werd in 1926 geboren in Amstelveen. Zijn vader was wiskundeleraar en amateurbioloog met een grote liefde voor natuurlijke historie. In 1931, toen Beeftink vijf jaar oud was, verhuisde het gezin naar Middelburg, waar hij het basisonderwijs doorliep. Vooral door de wandelingen die hij in de weekenden met zijn vader maakte, raakte hij geïnteresseerd in planten en dieren en begon met het verzamelen van schelpen. Na het basisonderwijs volgde hij eveneens het secundair onderwijs in Middelburg. Ondanks het bombardement op Middelburg in 1940 (en overige tegenspoed door de Tweede Wereldoorlog) completeerde hij het secundair onderwijs met succes. Vooral voor natuurwetenschappen had hij bovengemiddeld hoge cijfers op zijn diploma.
Aanvankelijk was Beeftink van plan om biologie te gaan studeren. Omdat het voor hem destijds hoogstwaarschijnlijk geleid zou tot een carrière als docent – wat hij niet zag zitten – besloot hij landbouwkunde te gaan studeren. Landbouwkunde bood hem meer mogelijkheden om onderzoeker te worden en vooral (waar Beeftink van droomde) een kans op een baan in het wetenschappelijk onderzoek van de ecologie. In 1944, toen Beeftink aan zijn studie begon, was de oorlog nog steeds gaande en waren de gebieden met universiteiten bezet door de Duitsers. In Eindhoven werd de Tijdelijke Academie opgericht, waar allerlei beschikbare wetenschappers lezingen gaven over allerlei onderwerpen. De optimistische geest die destijds onder de studenten en docenten heerste, overwon alle ontberingen en tekortkomingen van deze overgangsperiode.
Zodra de situatie in Nederland na het einde van de oorlog normaliseerde, verliet Beeftink de Tijdelijke Academie in Eindhoven en verhuisde naar Wageningen University & Research om landbouwkunde te studeren met een focus op tuinbouw. Hier ontmoette hij Victor Westhoff, destijds assistent en docent bij het Laboratorium voor Systematiek van het Plantenrijk en Vegetatiegeografie en grondlegger van de plantensociologie in Nederland. Geïnspireerd door Westhoff bestudeerde Beeftink de vegetatie van het Sloe en het deelgebied de Kaloot, dat in 1969 werd verwoest door de bouw van de Kerncentrale Borssele. Samen met Westhoff publiceerde hij twee artikelen over dit onderwerp en daarna nog een alleen als scriptie over de vegetatie van het Sloe. In 1951, na voltooiing van zijn studie, werd Beeftink door professor Venema overtuigd om zijn onderzoek naar het kwelderecosysteem uit te breiden tot een proefschrift. De Commissie Plan Tendeloo van Wageningen University & Research kende hem hiervoor een stipendium toe. In 1965 promoveerde Beeftink op het onderwerp: De zoutvegetatie van ZW-Nederland onderzocht in Europees verband.
In 1953 verwoestte de Watersnoodramp de provincie Zeeland. Dit jaar sloot Beeftink zich aan bij het tuinbouwadviescentrum en werd ingezet in Goes. Het was zijn taak om boeren te adviseren over hun dagelijkse werk, vooral als het ging om het gebruik van overstroomde en verzilte gebieden. Een groot deel van Zeeland was beplant met boomgaarden en Beeftink onderzocht de invloed van overstromingen op de vruchtbaarheid van de fruitteelt.
In 1953 waren regering en bevolking het er over eens dat een herhaling van een dergelijke watersnoodramp voorkomen moest worden. Hiervoor werden de Deltawerken in het leven geroepen, bedoeld om de Zeeuwse Eilanden en de gehele kust via een stelsel van waterkeringen te beschermen tegen stormvloed. Dit Deltaplan was de aanleiding voor de oprichting van het Delta Instituut voor Hydrobiologisch Onderzoek, tegenwoordig: Nederlands Instituut voor Ecologie.
Op 1 november 1957 werd het Delta Instituut voor Hydrobiologisch Onderzoek (DIHO) opgericht door de Koninklijke Nederlandse Akademie van Wetenschappen in Goes. Beeftink was de enige medewerker van dit nieuwe instituut en het instituutsadres was het woonadres van Beeftink.
Westhoff overtuigde de Koninklijke Nederlandse Akademie van Wetenschappen ervan dat het Delta Instituut niet alleen de veranderingen zou kunnen bestuderen die als gevolg van de Deltawerken in het maritieme ecosysteem zouden optreden, maar ook in het algemeen de fauna en flora van de oevers van de estuaria, de kwelders. Zo kon Beeftink zijn plantenstudies voortzetten die hij als student was begonnen.

## Beschreven syntaxa
In onderstaande lijst staan syntaxa (gesorteerd op syntaxonomische rang) waarvan Beeftink (co-)auteur is en die een artikel op de Nederlandstalige Wikipedia hebben.
Klassen
- slijkgras-klasse – Spartinetea Tx. in Beeft. 1962
- zeeaster-klasse – Asteretea tripolii Westh. & Beeft. in Beeft. 1962

Orden
- kweldergras-orde – Glauco-Puccinellietalia Beeft. & Westh. in Beeft. 1962

Verbonden
- verbond van stomp kweldergras – Puccinellio-Spergularion salinae Beeft. 1965

Associaties
- strandmelde-associatie – Atriplicetum littoralis Westh. & Beeft. 1950
- zeekweek-associatie – Atriplici-Elytrigietum pungentis Westh. & Beeft. in Beeft. 1962